# ЗАЗ-968
ЗАЗ-968 «Запоро́жець» — легковий задньопривідний автомобіль з кузовом типу дводверний седан. В різних модифікаціях вироблявся на Запорізькому автомобілебудівному заводі з 1970 по 1994 рік.

## Особливості конструкції
Основною відмінністю ЗАЗ-968 та його модифікацій від більшості автомобілів того часу було заднє розташування двигуна. Для його охолодження через бокові повітропроводи надходило повітря, проте іноді цього було недостатньо і автомобіль «глох» через перегрівання бензонасоса. Горловина бензобаку розміщувалася ззаду під капотом. Автомобіль мав кузов типу седан з двома дверима, тож для посадки на задні сидіння необхідно було відкинути передні. Самі сидіння могли трансформуватися у спальні місця. Інтер'єр салону було виконано із шкірозамінника червоного, чорного, пісочного, синього, оливкового кольору в частій залежності від кольору кузова, а панель приладів з пластику та пінополіуретану.

## ЗАЗ-968 та ЗАЗ-968А
Вважається, що зовнішній дизайн моделі ЗАЗ-968 був цілком скопійований (крім «вух») з німецького авто NSU Prinz IV (роки випуску 1961–1973). Моделі ЗАЗ-968 та ЗАЗ-968А продовжили розвиток другого покоління легкових автомобілів Запорізького автозаводу «Комунар». У 1971 році 968-й змінив на конвеєрі попередню модель ЗАЗ-966, і відрізнявся від неї переважно сучаснішим оформленням кузова, а також покращеною передньою панеллю, передніми гальмами з двома робочими циліндрами на кожному колесі та змінами в зовнішній світлотехніці. Проте у 1973, з посиленням світових вимог до пасивної безпеки автомобілів, а відтак для збереження європейських ринків збуту, виробник довів автомобілі до прийнятного рівня. В результаті проведених робіт з модернізації з'явився новий варіант — ЗАЗ-968А. Від базової моделі він відрізнявся травмобезпечним кермом з енергопоглинаючим елементом, гальмами з окремим приводом на передні та задні колеса, ременями безпеки та замком запалення з протиугонним механізмом. Ця модель серійно випускалася до 1980 року, і постачалася як на внутрішній, так і на зовнішній ринок, при цьому виробництво простішого варіанту ЗАЗ-968 зменшувалося і припинилося 1978 року.
Як і ЗАЗ-966, 968-й за свої задні повітропроводи отримав у населення прізвисько «вухастий».
|                          |
| NSU Prinz IV (1961-1973) |

|                     |
| ЗАЗ-968 (1971–1978) |

|                     |
| ЗАЗ-968 (1971–1978) |

|          |
| ЗАЗ-968А |

|         |
| ЗАЗ-968 |

### Спеціальні модифікації ЗАЗ-968 та ЗАЗ-968А
- ЗАЗ-968АП — пікап, який використовували для внутрішньозаводського транспорту;
- ЗАЗ-968АБ4 — для людей з інвалідністю, у яких пошкоджена ліва нога;
- ЗАЗ-968Р — для людей з інвалідністю, які мають здорові одну руку і одну ногу;
- ЗАЗ-968АБ — для людей з інвалідністю, у яких пошкоджені або ампутовані обидві ноги;
- ЗАЗ-968АБ2 — для людей з інвалідністю, у яких пошкоджена права нога.

## ЗАЗ-968М
Через деякий час після початку випуску ЗАЗ-968А, було розпочато роботу над його подальшою модернізацією і в 1977 році публіці був представлений прототип майбутнього ЗАЗ-968М. В цілому автомобіль був дуже схожий на майбутній серійний ЗАЗ-968М, однак задня частина була вирішена інакше: іншої форми були бічні повітрозабірники в задніх крилах, а форма задніх ліхтарів була обумовлена формою крила, що дістався у спадок від ЗАЗ-968А. Фотографії цього прототипу були опубліковані в німецькому журналі KFT № 11/1977 та іншій пресі того періоду.
|                      |
| ЗАЗ-968М (1980–1994) |

|                 |
| Панель приладів |

|                  |
| Машина у розрізі |

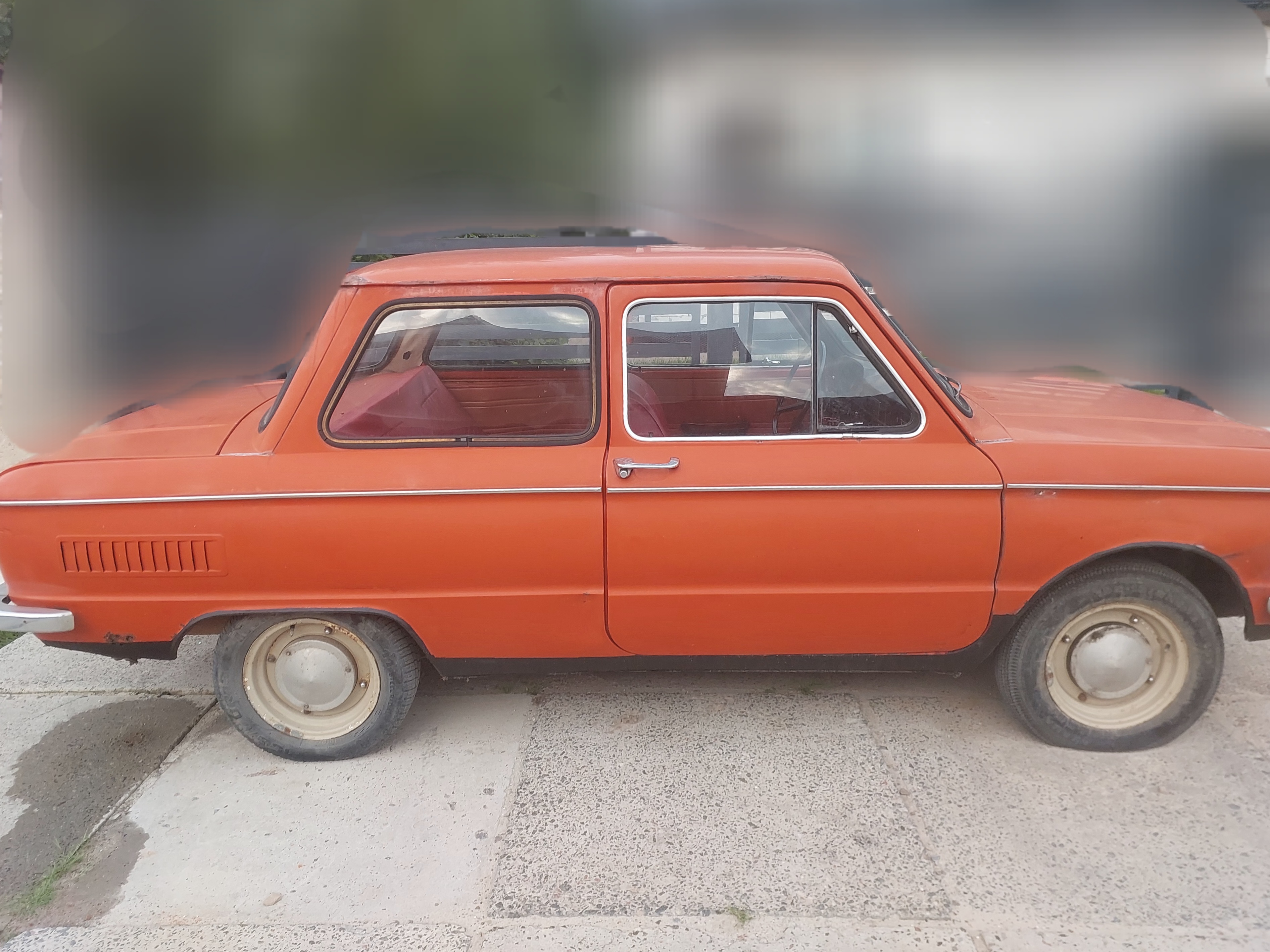
Червоний ЗАЗ-968М 1980 року випуску

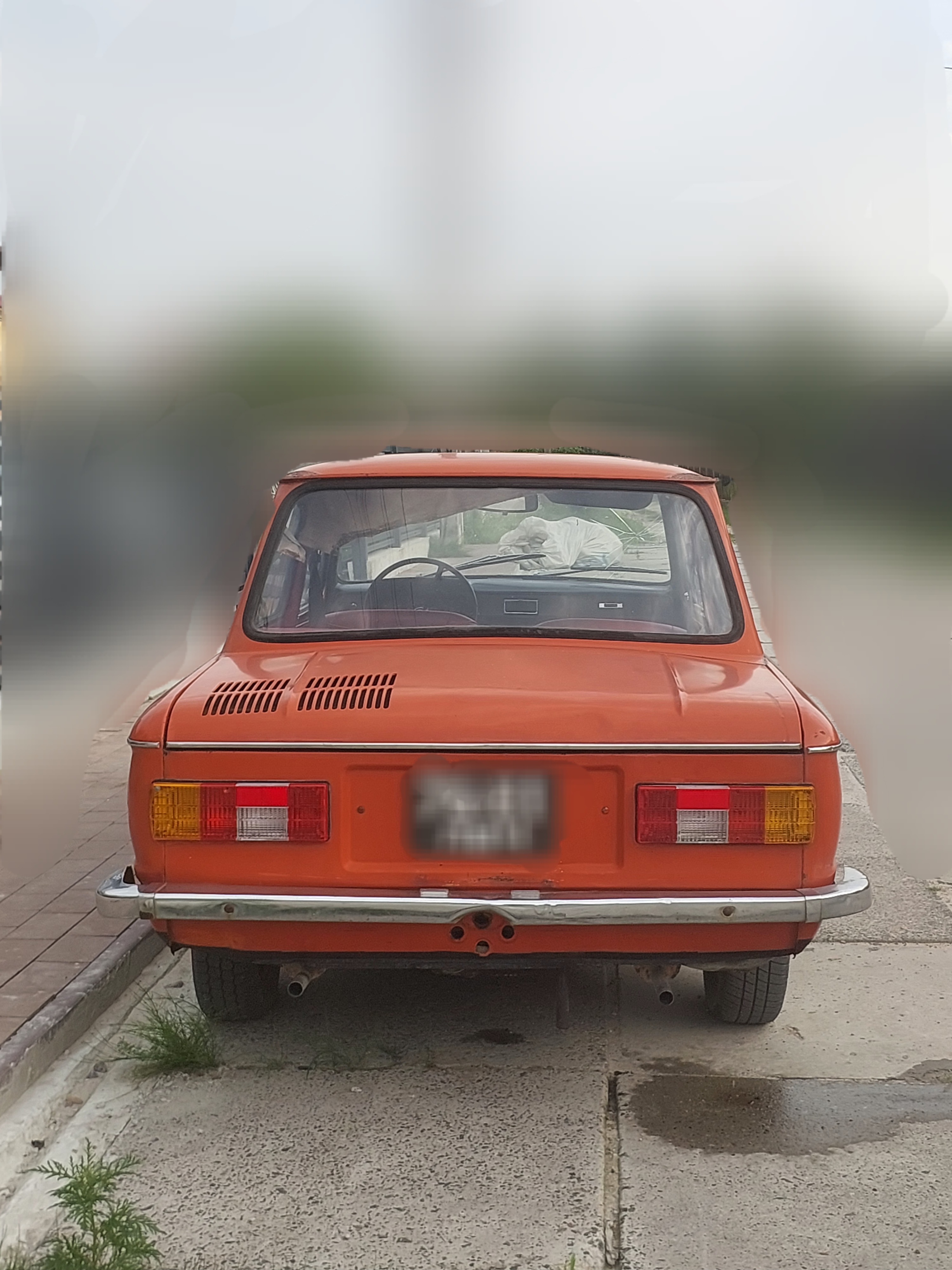
Червоний ЗАЗ-968М 1980 року випуску

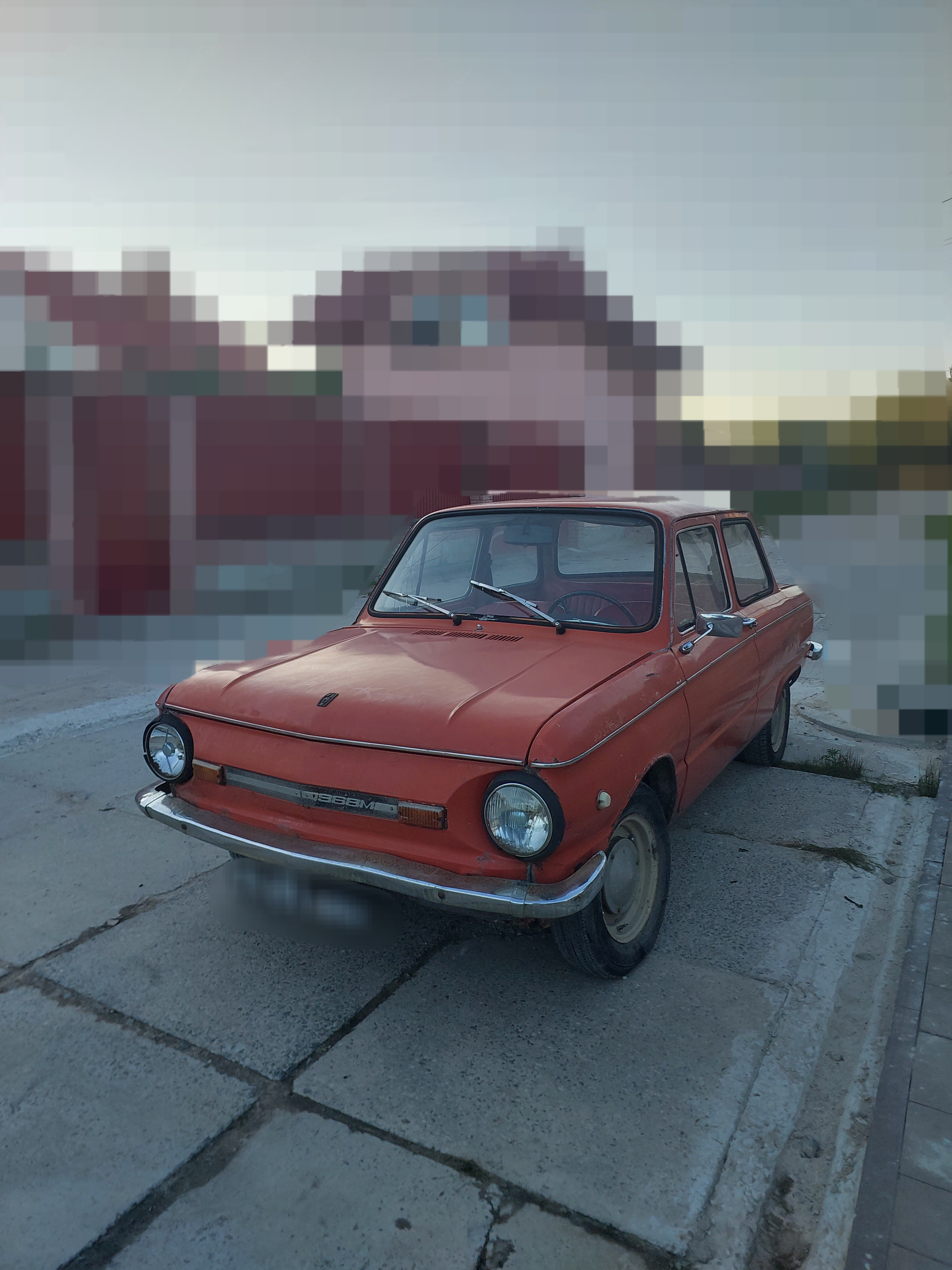
Червоний ЗАЗ-968М 1980 року випуску

Вставши на конвеєр в 1980 році ЗАЗ-968М мав дещо змінену порівняно з попередниками форму і обробку кузова. Перш за все впадає в око відсутність характерних «вух» на бічних панелях моторного відсіку, місце яких зайняли пласкі ґрати для забезпечення підведення повітря до двигуна. Враховуючи відсутність «вух» повітрязабірників, машину досить швидко охрестили «мильницею» — за схожі на неї форми корпусу і молдинг по боковій подштамповці, який немов ділив машину на верхню і нижню частини. У самому підмоторному просторі була по-новому організована циркуляція повітря, що дозволило поліпшити охолодження двигуна.

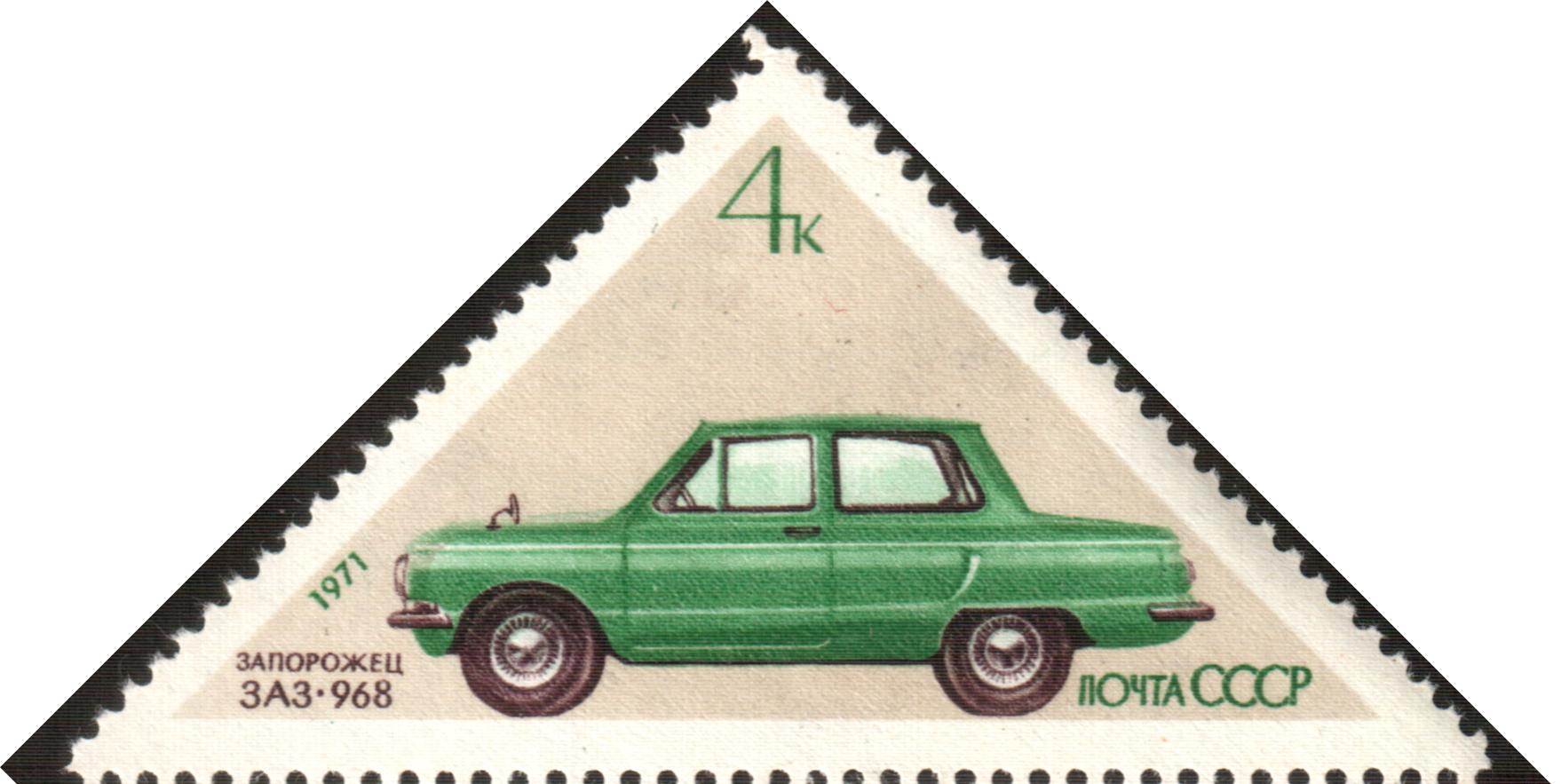
Радянська поштова марка, 1971

Крім того, зовнішні відмінності від ЗАЗ-968А полягали в іншій, більш опуклій, передній панелі з новим декоративним молдінгом чорного кольору (до речі, на моделі 968М на відміну від попередньої моделі, перегородка в багажнику, що відокремлює простір для запасного колеса, була прибрана, а «запаска» перенесена в моторний відсік, праворуч від двигуна. Змінилося також розташування акумулятора — раніше він був праворуч від «запаски», а на 968М перемістився в ліву частину багажника). Передній і задній бампери були оснащені гумовими накладками в середній частині і пластмасовими боковинами. У фар з'явилися гумові обідки чорного кольору. На задній панелі розмістилися нові ліхтарі прямокутної форми. В останні роки виробництва автомобіля пропали вентиляційні решітки, що знаходилися перед лобовим склом, а на їх місці з'явився омивач. Варто також додати, що на цій моделі кардинально змінена схема електроустаткування, з'явився повноцінний блок запобіжників, електронне реле поворотів та аварійна сигналізація. З мінусів — зник повітропровід, що подає через центральний тунель тепле повітря до ніг задніх пасажирів, спинка заднього сидіння змістилася назад, впритул до бензобаку, зробивши незручною посадку ззаду для високих пасажирів.
Також на автомобілі була модернізована конструкція ущільнень важелів передньої підвіски, що дозволило знизити обсяг періодичного обслуговування. На опорі валу керма стали встановлюватися три перемикачі (замість двох), що керували покажчиками повороту, перемиканням світла фар, склоочисниками та склоомивачем.
Крім основної моделі ЗАЗ-968М та її інвалідних модифікацій, також випускалася версія ЗАЗ-968М-005 з двигуном МеМЗ-966Г робочим обсягом 887  см³ і потужністю 28 к.с.

### Спеціальні модифікації ЗАЗ-968М
- 3A3-968МБ — для людей з інвалідністю, у яких пошкоджені або ампутовані обидві ноги;
- ЗАЗ-968МД — з двигуном потужністю 40 к.с. і ЗАЗ-968МГ — з двигуном потужністю 28 к.с. — для людей з інвалідністю, у яких пошкоджена одна нога;
- ЗАЗ-968МП — пікап, який використовували для внутрішньозаводського транспорту;
- ЗАЗ-968МР — для людей з інвалідністю, які мають здорову одну руку і одну ногу.

## В іграшковій та сувенірної продукції
У 2009 році модель ЗАЗ-968М в масштабі 1:43 кольору корал вийшла в рамках проекту «Автолегенды СССР» від видавництва «ДеАгостіні» У серпні 2010 року, також вийшла колекційна модель ЗАЗ-968А в масштабі 1:43 синього і червоного кольору, від фірми «Наш автопром».
в 1978 році завод іграшок «Прогрес» випускав машинку в масштабі 1:43 ЗАЗ 968 (вухатий).